# Cylindrepomus albicornis
Cylindrepomus albicornis là một loài bọ cánh cứng trong họ Cerambycidae.